# 小果微孔草
小果微孔草（学名：Microula pustulosa）为紫草科微孔草属的植物。分布于锡金以及中国大陆的青海、西藏等地，生长于海拔4,150米至4,700米的地区，见于高山草地和多石砾山坡，目前尚未由人工引种栽培。

## 异名
- Microula pustulosa (C. B. Clarke) Duthie var. setulosa W. T. Wang